# Sankt Peter ob Judenburg
Sankt Peter ob Judenburg is een gemeente in de Oostenrijkse deelstaat Stiermarken.
Sankt Peter ob Judenburg telt 1172 inwoners.

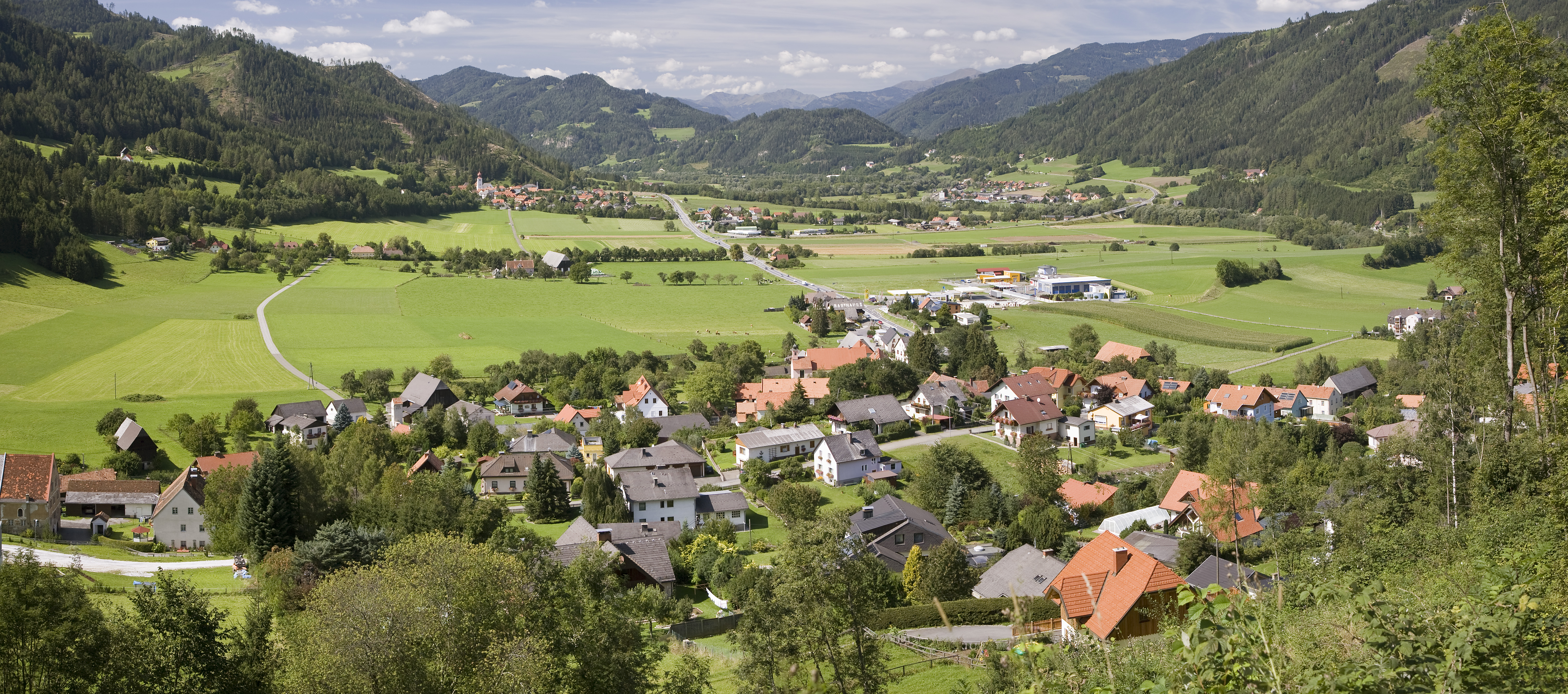
Rothenthurm en Sankt Peter ob Judenburg
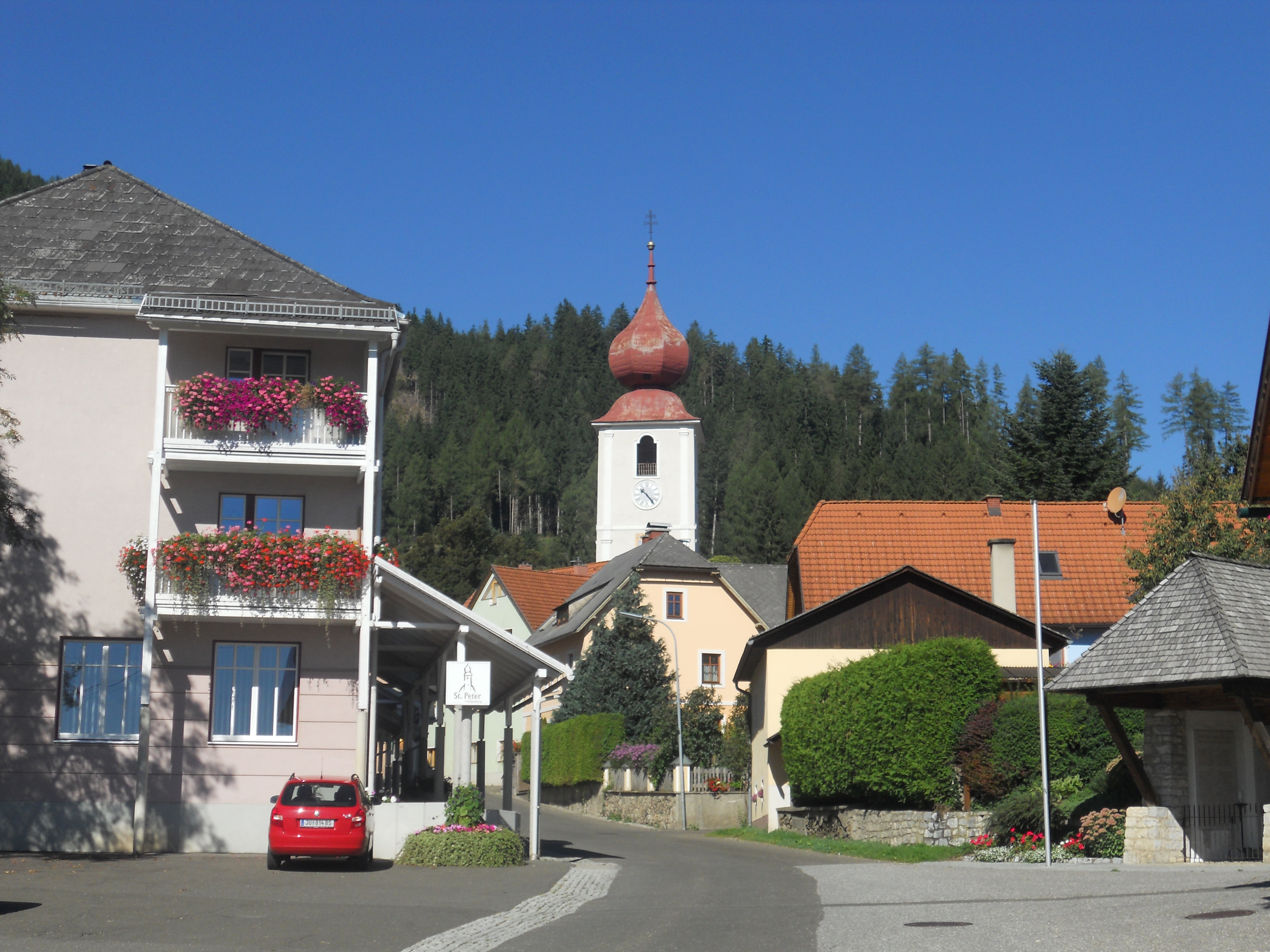
Centrum

## Geschiedenis
Sankt Peter ob Judenburg maakte deel uit van het district Judenburg tot dit op 1 januari fuseerde met het district Knittelfeld tot het huidige district Murtal.
Stadsgemeenten:
Judenburg · Knittelfeld · Spielberg · Zeltweg

Marktgemeenten:
Kobenz · Obdach · Pöls-Oberkurzheim · Pölstal · Seckau · Unzmarkt-Frauenburg · Weißkirchen in Steiermark

Overige gemeenten:
Fohnsdorf · Gaal · Hohentauern ·  Lobmingtal ·  Pusterwald · Sankt Georgen ob Judenburg · Sankt Marein-Feistritz · Sankt Margarethen bei Knittelfeld · Sankt Peter ob Judenburg
- Gemeinsame Normdatei: 4367269-3
- Library of Congress Control Number: n95072553
- Nationale Bibliotheek van Israël: 987007531035205171
- Virtual International Authority File: 140494204